# Pandemonium (bande dessinée)
Pour les articles homonymes, voir Pandemonium (homonymie).
Pandemonium est une trilogie de bande dessinée fantastique française dessinée par Stefano Raffaele et écrite par Christophe Bec d'après de faits réels et de la légende du Sanatorium de Waverly Hills à Louisville dans l'état de Kentucky aux États-Unis. Éditée par Les Humanoïdes Associés en 2007, celle-ci a été rachetée par Soleil Productions en 2008.
Le Waverly Hills Sanatorium est l'un des établissements les plus célèbres des États-Unis en matière de traitement de la tuberculose où, entre 1920 et 1960, plus de soixante-trois mille patients y ont trouvé la mort. Aujourd'hui en ruine, il a été classé parmi les dix endroits les plus effrayants au monde.

## Description

### Synopsis
En plein été 1951 à Louisville dans le Kentucky, Doris Greathouse amène sa fille Cora au Sanatorium de Waverly Hills. La mère y avait été soignée à onze ans et s'y retrouve pour travailler comme infirmière au profit des soins de sa fille. À peine arrivée, Cora voit une femme triste à la fenêtre du haut du bâtiment et, à l'intérieur, la revoit sur la photo de vingt-cinq plus tôt. Depuis, elle ne cesse de voir des personnes décédées autour d'elle. Louis, son voisin de la pièce à coucher, lui parle de l'antichambre…

### Personnages
Ce caractéristique (*) démontre que les personnages sont réels dans l'histoire de Waverly Hills Sanatorium.
- Doris Greathouse, ancienne patiente de Waverly Hills Sanatorium à ses onze ans, devient infirmière dans ce bâtiment pour payer les dépenses nécessaires à la garde de sa fille atteinte de la tuberculose et, peu à peu, découvre de terribles secrets de l'hôpital, son passé et les soins aux patients.Doris Greathouse

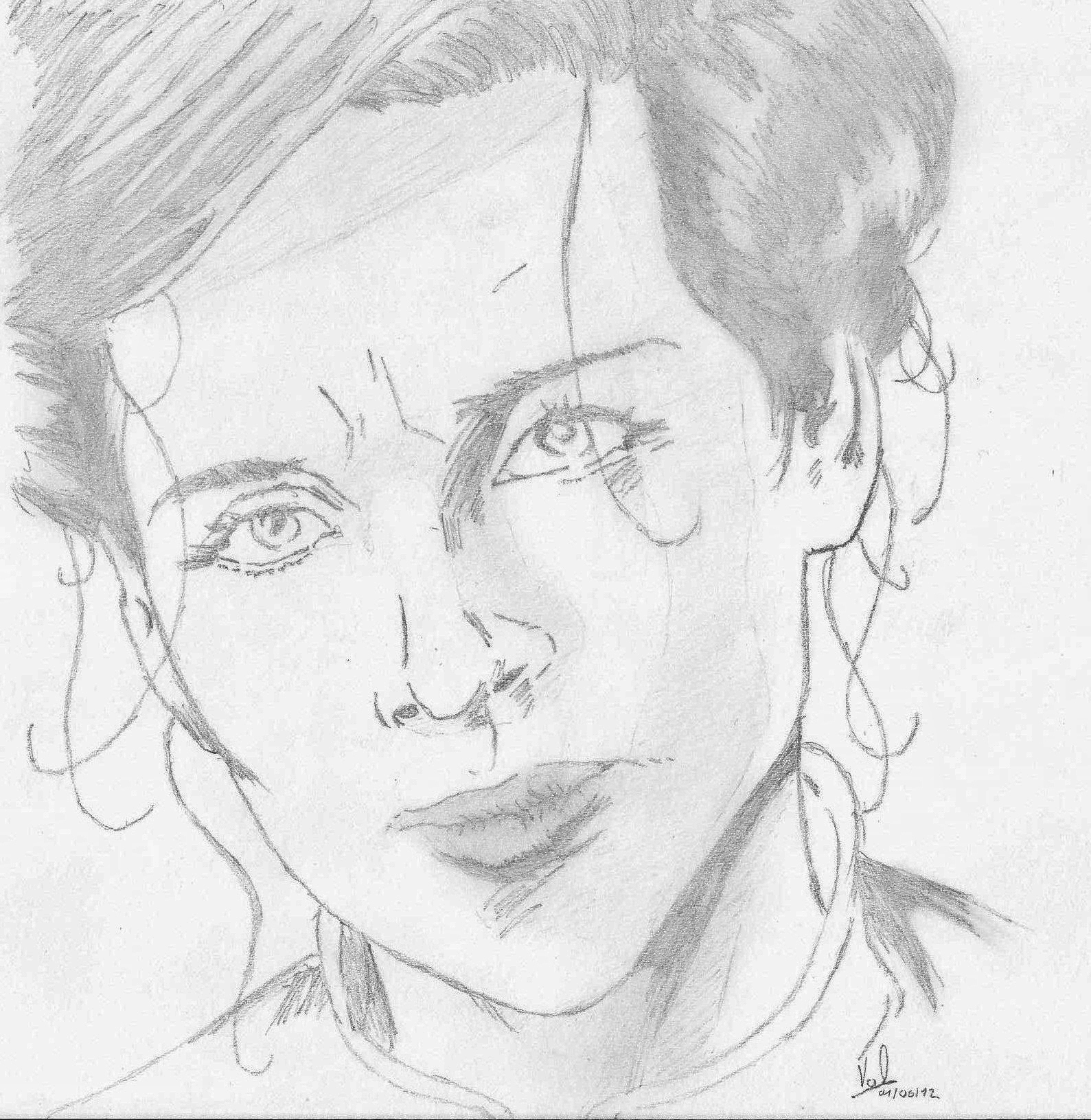
Doris Greathouse

- Cora, sept ans, fille de Doris et Franck Greathouse, est une patiente au sanatorium de Waverly Hills pour guérir sa tuberculose. Sans le savoir, elle y découvre des personnes décédées.
- Dr Charles B. Severs*, le meilleur spécialiste de la tuberculose de tout le pays.
- Dr Oscar Miller*, directeur médical.
- Dr Fred White*
- Charlie Coleman, patient soumis à la thoracoplastie alors interdite à cette époque après avoir pratiqué l'héliothérapie, les ultra-violets et la pneumothorax qui ne lui avaient pas donné un bon résultat, ?
- Louis, un jeune garçon avec qui Cora partage le dortoir avec d'autres malades. Il lui parle du fameux George et surtout l'antichambre, un endroit terrible d'où on ne ressort même pas vivant.
- Patsy Garter, une aide-soignante de Doris.
- Bress Drillette, une infirmière du sanatorium qui, jadis, s'était occupée de la tuberculose de Doris quand elle avait onze ans et y travaille toujours.
- George, un nègre, parlait avec Louis et Cora à son tour. Il est en réalité mort, une sorte d'un fantôme dans la vision de Cora.
- Fanny Bell*, infirmière enceinte, s'est suicidée par pendaison en 1928 dans la chambre 502. Dr Miller s'écria qu'en ce même jour, c'est de la faute aux patients. Lors de son jour d'arrivée, Cora l'a pourtant bien vue apparaître à la fenêtre en haut du clocher.
- Robert “Bob” Alberhasky*, invisible dans la série, le nouveau propriétaire qui, en mars 1996, a acheté le sanatorium de Waverly Hills et ses environs pour y faire une fondation Christ the Redeemer Foundation Inc., une gigantesque statue du Christ Rédempteur de cent cinquante pieds de haut accompagnée d'une chapelle, un théâtre et des boutiques jusqu'à ce que l'idée soit abandonnée en décembre 1999[5].

## La série

### La genèse

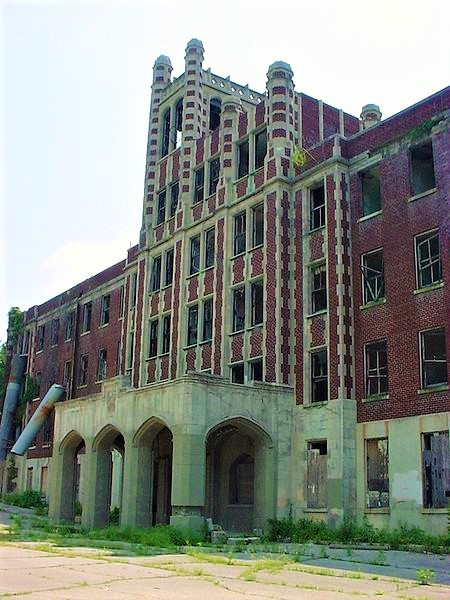
L'entrée du sanatorium de Waverly Hills.

C'est sur Internet qu'en 2006 ou 2007, Christophe Bec avait découvert une photo du Waverly Hills Sanatorium dont l'architecture lui troubla. Intrigué, il fouilla sur l'histoire de ce sinistre bâtiment qu'avait eu lieu à Louisville dans le Kentucky, maintenant en ruine et connu comme l’un des endroits les plus hantés des États-Unis. Construit dans les années 1900, très précisément en 1908, avant d'ouvrir deux ans plus tard et d'agrandir à partir de 1924, c'était un hôpital pour le traitement des patients atteints de la tuberculose. « J’ai découvert un cadre tout à fait fascinant pour un récit fantastique », raconte le scénariste. « J’ai tout de suite vu qu’il y avait-là un potentiel énorme et toutes les thématiques que j’affectionne : la maladie, la mort, l’enfermement, la déchéance physique et mentale, l’Homme poussé dans des retranchements les plus extrêmes… ».
En deux mois avant de pouvoir de pouvoir commencer l'écriture de cette Pandemonium, il avait rassemblé de nombreuses pages documentées qu'il avait dues traduire de l'anglais et contacté par mail avec quelques patients de ce sanatorium, dont l'un se souvenait encore du papier journal enroulé autour des poignées des portes afin de ne pas être contaminé. D'ailleurs, ce que l'on découvre dans les albums est complètement fidèle à des endroits réels. « C'est une sorte de château gothique monumental, construit en aile de chauve-souris pour que l’air circule. Pour soigner la tuberculose, il fallait du soleil et de l’air frais, donc il y avait de grandes ouvertures. L’histoire de ce bâtiment est vraiment incroyable. Il a donc d’abord été un sanatorium, puis il a été transformé en asile ».
Grâce au succès de la série Sanctuaire (2001) réalisée avec Xavier Dorison, Christophe Bec n’avait aucune difficulté à présenter son idée à son éditeur des Humanoïdes Associés car, effectivement, ce n’est pas toujours évident parce que du point de vue des éditeurs, le fantastique et l’horreur fonctionnent bien moins en bande dessinée qu’au cinéma….
Avant que le premier album ne soit publié, les scénarios des trois albums prévus étaient déjà écrits parce que « c’est une des séries qui me tient le plus à cœur, peut-être même la plus importante à mes yeux… Ce serait dramatique pour moi si elle ne se finissait pas. ».

### Rencontre avec le dessinateur
Le scénariste avait beaucoup apprécié le travail sur Fragile de l'artiste italien Stefano Raffaele chez Les Humanoïdes Associés, notamment le dessin réaliste très expressif, et l'avait accepté sur le champ lorsque le directeur de collection lui avait dit qu'il y avait une possibilité de travailler avec lui, le dessinateur.
Ce dernier est devenu son partenaire idéal : « il met naturellement à l’image les idées que j’ai dans la tête. On s’est rendu compte en discutant que l’on avait les mêmes références, que l’on avait aimé les mêmes choses au même moment. (…) On discute beaucoup par mail. Il lit le français et me répond en anglais. Mais on n’a pas tellement besoin de débattre sur la direction d’une série. Je n’ai quasiment jamais besoin de demander des modifications et lui respecte parfaitement mes découpages… Et lorsqu’il prend des libertés, c’est toujours dans le bon sens. Je trouve que c’est vraiment l’un des meilleurs illustrateurs actuels pour installer ainsi un climat si inquiétant. Ce qui est très impressionnant avec lui, c’est que l’on peut tout lui faire dessiner, même les pires horreurs, sans que cela tombe dans le burlesque ou le gore gratuit. Dans le second tome de Pandemonium, il y a une scène un peu tangente avec une thoracoplastie extrêmement barbare, qui aurait pu virer au grand-guignol. Mais il réussit à rester juste à la limite et parvient à créer des planches dérangeantes. ».

## Postérité

### Première publication
Les Humanoïdes Associés, ayant terminé d'imprimer en janvier 2007, publient le premier tome Les Collines de Waverly, le 7 février 2007, dans lequel le scénariste nous invite à plonger dans son récit angoissant. Surtout avec la jeune Cora qui voit les morts autour d'elle, ce qui explique l'accroche des Humanoïdes associés soulignant « Maman, il s'est passé des choses horribles ici… Je les vois. Je vois tous ces morts. ». Elle rappelle la célèbre réplique « Je vois des gens qui sont morts. » du jeune Cole Sear dans Sixième Sens de M. Night Shyamalan (1999). D'ailleurs elle sera reprise pour la réédition chez Soleil Productions.
Comme l'exprime le critiqueur Gilles Ratier dans le BDZoom.com du 26 février 2007, la série risque de devenir un véritable chef-d’œuvre de l’horreur, comme le furent Shining et L'Exorciste au cinéma !.

### Changement d'éditeur
En raison des difficultés financières chez Les Humanoïdes Associés depuis le début de l’année 2007, le Soleil Productions y a racheté les trois séries de Christophe Bec dont Pandemonium grâce à « Fabrice Giger côté Humanos, ainsi que Mourad Boudjellal et Jean Wacquet côté Soleil, qui ont tous fait des efforts pour trouver une solution », avoue le scénariste. « Les éditions Soleil ont les droits sur l’édition française de ces séries et les Humanos sur les droits étrangers, dérivés et audiovisuels. Cet arrangement a permis d’assurer la sortie de ces séries, si elles étaient restées aux Humanos, probablement qu’ils les auraient tout de même publiées un jour, mais dans quels délais ? car les auteurs auraient dû s’engager ailleurs pour être sûrs d’être payés. Et puis ce ne sont pas des séries très commerciales, quelque part peut être que cela arrangeait finalement les Humanos de se séparer de ces boulets. ».
C'était le diffuseur Delsol, deux actionnaires que sont les éditions Delcourt et Soleil, qui s'était chargé de la diffusion du catalogue des Humanoïdes Associés vers les libraires à partir de janvier 2008 et la distribution est toujours assurée par Hachette.

### Seconde publication et nouvelle réédition
Malgré l'annonce à la fin de la planche indiquant Suite dans le tome 2 « Le Tunnel de la mort », le second tome révèle alors le changement de sous-titre Le Tunnel sorti le 24 septembre 2008 de chez l'éditeur Soleil. Il est en même temps accompagné de la réédition du premier volume sous le nouveau titre Sanatorium, au lieu de l'original Les Collines de Waverly chez l'ancien éditeur, avec une nouvelle couverture à la fois plus sinistre et plus réaliste réalisée — comme le second — par Olivier Peru.
Sur le second se donne une nouvelle accroche « Pourquoi il n'y a que moi qui vous vois ? Vous êtes des fantômes ? Oui, nous sommes des milliers. Si tu viens dans le tunnel, tu nous verras tous… Mais il faut venir seulement la nuit. » qui se résume à un peu près, et l'horreur s'y représente de plus en plus par rapport au premier volet :

« Lors de l’élaboration du premier album, chez les Humanoïdes Associés donc, on m’a parfois demandé gentiment de me calmer un peu. Chez Soleil, en revanche, on est vraiment libre. Du coup, je peux revenir à mon scénario original avec les deux autres albums. Mais de toute façon, pour Pandemonium, j’ai fait énormément de recherches sur les événements qui s’étaient déroulés dans ce sanatorium, et la thoracoplastie ou les électrochocs sur une enfant de sept ans étaient vraiment pratiqués. C’est plus, pour le coup, une question de respect pour le lieu et les personnes qui y sont mortes, de rester au plus près de la réalité. Aussi horrible soit-elle. Mais le côté fantastique, que certains trouveront peut-être un peu folklorique avec la chambre 512, le tunnel hanté, est basé sur des témoignages que j’ai regroupés. Je ne serais peut-être pas allé aussi loin avec un scénario totalement original »

— Christophe Bec.

### Dernière publication
Le scénariste annonce, le 24 juin 2010 sur son blog personnel Processus, que son partenaire idéal se met à leur troisième et dernier volet de la série et présente également la couverture réalisée par lui-même ainsi que la première planche en noir et blanc. Après y avoir présenté quelques planches en couleur et la marquette en novembre 2010, le troisième tome ayant pour sous-titre Mort blanche sort en avril 2011.
La mort blanche est un surnom donné au terrible fléau de la tuberculose.

## Albums

### Publications françaises
- 1 Les Collines de Waverly, Les Humanoïdes Associés, 2007
Scénario : Christophe Bec - Dessin : Stefano Raffaele - Couleurs : Marie-Paule Alluard - (ISBN 978-2-7316-1827-3)
- 2 Le Tunnel, Soleil Productions, 2008
Scénario : Christophe Bec - Dessin : Stefano Raffaele - Couleurs : Olivier Thomas et Bruno Pradelle - (ISBN 978-2-302-00302-6)
- 3 Mort blanche, Soleil Productions, 2011
Scénario : Christophe Bec - Dessin : Stefano Raffaele - Couleurs : Olivier Thomas et Bruno Pradelle - (ISBN 978-2-302-00798-7)